# Callionymus martinae
Callionymus martinae, tên thông thường là cá đàn lia Martina, là một loài cá biển thuộc chi Callionymus trong họ Cá đàn lia. Loài này được mô tả lần đầu tiên vào năm 1981.

## Danh pháp khoa học
Loài cá này được đặt theo tên của Martina Wolf, do sự hứng thú của bà đối với công việc nghiên cứu của ông Ronald Fricke.

## Phân bố và môi trường sống
C. martinae có phạm vi phân bố ở Tây Thái Bình Dương. Loài này chỉ được biết đến duy nhất tại đảo Đài Loan. C. martinae sống trên đáy cát, được tìm thấy ở độ sâu từ 73 đến 92 m.

## Mô tả
Chiều dài tối đa được ghi nhận ở C. martinae là khoảng 5,6 cm. Màu sắc của 2 mẫu tiêu bản cá đực (đã được ngâm trong rượu): nâu sáng có nhiều chấm trắng; trừ nửa dưới của thân và đầu gần như màu trắng. Nắp mang có nhiều đốm sậm màu. Xung quanh ổ mắt có các vệt nâu đen. Hai bên cơ thể có một hàng các đốm màu nâu sẫm. Mắt màu xám đen. Vây lưng thứ nhất có màu nâu với viền đen; có thể có chấm trắng trên màng vây. Vây lưng thứ hai sáng màu, có các vệt đốm nâu. Vây hậu môn có dải sọc đen cận biên; chóp tia vây màu trắng. Rìa dưới của vây đuôi màu đen. Vây ngực có 2 hàng chấm nhỏ sẫm màu. Vây bụng có các đốm đen. Đuôi tròn, có các hàng đốm nâu.
Số gai ở vây lưng: 4; Số tia vây mềm ở vây lưng: 9; Số gai ở vây hậu môn: 0; Số tia vây mềm ở vây hậu môn: 9; Số tia vây mềm ở vây ngực: 15; Số gai ở vây bụng: 1; Số tia vây mềm ở vây bụng: 5.